# Kim Ji-woong
Kim Ji-woong (tiếng Hàn: 김지웅; sinh ngày 14 tháng 12 năm 1998) là một diễn viên, ca sĩ và người mẫu Hàn Quốc. Anh được biết đến nhiều nhất khi tham gia chương trình thực tế sống còn của Mnet, Boys Planet và xếp thứ 8 trong đêm chung kết và trở thành thành viên của nhóm ZEROBASEONE với vị trí anh cả của nhóm. Trước đó, anh là cựu thành viên của nhóm nhạc nam INX hoạt động từ 2016 đến 2017. Sau đó, anh xuất hiện lần đầu với tư cách là một diễn viên trong  web series The Sweet Blood (2021) và được biết đến nhiều nhất với vai diễn trong Kissable Lips (2022) và Roommates of Poongduck 304 (2022).

## Tiểu sử
Kim Ji-woong sinh ngày 14 tháng 12 năm 1998, tại Wonju, Gangwon, Hàn Quốc. Anh có hai anh em trai: một em trai nhỏ hơn anh mười tuổi và một anh trai lớn hơn anh một tuổi. Anh tốt nghiệp trường trung học Pyongwon.

## Sự nghiệp

### 2016–2018: Ra mắt, tan rã và vụ kiện chống lại công ty của anh ấy
Anh ra mắt với tư cách ca sĩ vào năm 2016 với tư cách là em út của nhóm nhạc nam Hàn Quốc, INX, với nghệ danh Ji-nam. Nhóm tan rã vào cuối năm 2017 và vào năm 2018, họ đã đệ đơn kiện công ty chủ quản yêu cầu chấm dứt hợp đồng độc quyền với lý do bị ngược đãi. Tòa án quận Seoul đã đưa ra phán quyết có lợi cho nhóm đồng thời hợp đồng giữa nhóm và công ty đã được chấm dứt.

### 2020–nay: Ra mắt diễn xuất, Boys Planet và ZEROBASEONE
Anh đã giành hạng nhất ở hạng mục nam trong 2020 là Burn Up: Challenge to Billboard. Thừa thắng xông lên, anh phát hành đĩa đơn "Sick of Love" cùng với Kim Min-jung, người đứng đầu hạng mục nữ.
Năm 2021, Jiwoong có vai chính đầu tiên trong web series The Sweet Blood của Naver TV, được chuyển thể từ webtoon "The Sweet Girl (달달한 그녀)".
Năm 2022, Jiwoong có vai chính đầu tiên trong web series BL Kissable Lips. Kim sau đó tham gia diễn xuất trong web series Roommate of Poongduck 304 dựa trên tiểu thuyết của Noh Ga-jeong. Bộ phim đã thu hút được một lượng lớn sự chú ý và xếp hạng nhất cho thể loại BL trên dịch vụ phát trực tuyến "Watcha" của Hàn Quốc.
Vào ngày 29 tháng 12 năm 2022, Jiwoong được công bố là thí sinh trong chương trình thực tế sinh tồn Boys Planet của Mnet.
Vào ngày 19 tháng 3 năm 2023, ca sĩ Holland đã thông báo trên tài khoản mạng xã hội cá nhân của mình rằng anh sẽ góp mặt trong video âm nhạc của bài hát có tựa đề "Number Boy" cho album mới nhất cùng tên được phát hành vào ngày 30 tháng 3 năm 2023.
Vào ngày 20 tháng 4 năm 2023, Kim Jiwoong đứng thứ 8 với tổng số điểm bình chọn là 1.338.984 trong tập cuối cùng của Boys Planet, giúp anh ra mắt với nhóm chiến thắng, ZEROBASEONE (ZB1).

## Danh sách đĩa nhạc

### Đĩa đơn
| Tên                                | Năm  | Thứ hạng cao nhất | Album                       |
| Tên                                | Năm  | HQ                | Album                       |
| ---------------------------------- | ---- | ----------------- | --------------------------- |
| "Sick of Love" (với Kim Min-jeong) | 2021 | —                 | Burn Up                     |
| "Say My Name"                      | 2023 | 58                | Boys Planet – Artist Battle |
| "Hot Summer"                       | 2023 | —                 | Boys Planet – Final Battle  |
| "Not Alone"                        | 2023 | —                 | Boys Planet – Final Battle  |

### Xuất hiện nhạc phim
| Tên                               | Năm  | Album                          |
| --------------------------------- | ---- | ------------------------------ |
| "Dream of You" (với Yoon Seo-bin) | 2022 | Roommates of Poongduck 304 OST |
| "I'll be..."                      | 2022 | Roommates of Poongduck 304 OST |

## Danh sách phim

### Phim điện ảnh
| Năm  | Tên                           | Vai          | Ghi chú   | Ref.   |
| ---- | ----------------------------- | ------------ | --------- | ------ |
| 2021 | The Recon                     | Yoo Sang-tae | Vai phụ   | [ 14 ] |
| 2022 | Kissable Lips (phim điện ảnh) | Kim Jun-ho   | Vai chính | [ 15 ] |

### Phim truyền hình
| Năm  | Tên                 | Vai | Ghi chú         |
| ---- | ------------------- | --- | --------------- |
| 2023 | The Good Bad Mother |     | Supporting role |

### Chương trình chiếu mạng
| Năm  | Tên                        | Vai          | Ghi chú           | Ref.          |
| ---- | -------------------------- | ------------ | ----------------- | ------------- |
| 2021 | The Sweet Blood            | Yoon Chi-woo | Vai chính         | [ 5 ]         |
| 2022 | Don't Lie, Rahee           | Seol Ho-won  | Vai chính         | [ 16 ]        |
| 2022 | Kissable Lips              | Kim Jun-ho   | Vai chính         | [ 17 ]        |
| 2022 | Convenience Store Junkies  | Si-woo       | Vai phụ           | [ 18 ]        |
| 2022 | Pro, Teen                  | Eun Ga-ram   | Vai chính (Tập 5) | [ 19 ]        |
| 2022 | Roommates of Poongduck 304 | Ji Ho-jun    | Vai chính         | [ 17 ] [ 20 ] |

### Chương trình truyền hình
| Năm  | Tên                             | Vai trò  | Ghi chú                                               | Ref.          |
| ---- | ------------------------------- | -------- | ----------------------------------------------------- | ------------- |
| 2020 | Burn Up: Challenge to Billboard | Thí sinh | Chiến thắng                                           | [ 4 ]         |
| 2023 | Boys Planet                     | Thí sinh | Xếp hạng 8 chung cuộc và trở thành thành viên của ZB1 | [ 21 ] [ 22 ] |